# Ahlem Belhadj
Pour les articles homonymes, voir Belhadj.
Ahlem Belhadj (arabe : أحلام بالحاج), née en 1964 à Korba et morte le 11 mars 2023, est une pédopsychiatre et une professeure agrégée de médecine tunisienne, connue pour son militantisme en tant que féministe en Tunisie. 
Elle a exercé à deux reprises la fonction de présidente de l'Association tunisienne des femmes démocrates et a siégé au bureau de cette organisation féministe.

## Biographie

### Formation et parcours professionnel
Ahlem Belhadj naît en 1964 à Korba sur la côte méditerranéenne, dans la région du cap Bon, d'un père enseignant, par ailleurs maire de la ville pendant des années. Elle est sportive et porte pendant son adolescence le maillot de l'équipe nationale d'athlétisme en saut en longueur et course du 100 mètres.
En 1982, elle est admise à la faculté de médecine de Tunis. Elle poursuit ses études de médecine et se spécialise en pédopsychiatrie. Interne, elle passe l'agrégation et devient professeur de médecine à la faculté de médecine de Tunis.

### Engagements institutionnels et politiques
Ahlem Belhadj commence ensuite à militer au sein de l'Union générale des étudiants de Tunisie, y côtoyant notamment Sadri Khiari, Olfa Lamloum, et Jalel Ben Brik Zoghlami, son futur mari et frère du journaliste et écrivain Taoufik Ben Brik. En 1989, diplômée, elle rejoint l'Union générale tunisienne du travail (UGTT) et relance une « commission femmes » au sein de cette organisation.
En 1992, elle rejoint l'Association tunisienne des femmes démocrates (ATFD) créée en 1989, sous la présidence de Hédia Jerad. 
En 1993, elle se marie avec Jalel Ben Brik Zoghlami, devenu juriste, mais qui se voit refuser l'accès à la profession d'avocat, semble-t-il parce qu'il est le frère de Taoufik Ben Brik, honni du régime de Zine el-Abidine Ben Ali. Il quitte momentanément la Tunisie pour la France ; elle-même fait un complément de formation à l'université Pierre-et-Marie-Curie à Paris, et y obtient un diplôme d'études spécialisées en psychopathologie cognitive. De retour en Tunisie, c'est elle qui subvient aux besoins de leur famille, avec deux enfants en bas âge, par son activité professionnelle, tout en continuant à militer.
En 2004, elle est portée à la présidence de l'ATFD, pour deux ans,. Peu de temps après,  son mari est emprisonné pendant huit mois,,.
En 2010 et 2011, elle participe aux manifestations de la révolution tunisienne qui conduisent, en janvier 2011, au départ du président Ben Ali. En 2012, elle redevient présidente de l'ATFD pour deux ans. Ceci l'amène notamment à recevoir, au nom de l'association, le prix Simone de Beauvoir pour la liberté des femmes en 2012. Elle en devient ensuite membre du comité directeur en janvier 2016.
Elle meurt le 11 mars 2023 des suites d'une longue maladie à l'âge de 58 ans,.